# 莱洛日叙布雷塞
莱洛日叙布雷塞（法語：Les Loges-sur-Brécey，法語發音：[le lɔʒ syʁ bʁesɛ]，意为“布雷塞上方的莱洛日”）是法国芒什省的一个市镇，属于阿夫朗什区。该市镇总面积5.27平方公里，2009年时的人口为153人。

## 地名
与通常在法语地名中表示“在……河畔”之意的“sur”不同，该地名Les Loges-sur-Brécey中的“sur”意为“在……上方”，表示名为莱洛日（Les Loges）的该地与布雷塞（Brécey）的位置关系，并以“布雷塞上方的莱洛日”之名区分其他的“莱洛日”，且事实上在该地附近也并无“布雷塞河”存在。

## 地理
莱洛日叙布雷塞（48°45'57"N, 1°10'33"W）面积5.27 平方千米，位于法国诺曼底大区芒什省，该省份为法国西北部沿海省份，西、北、东北三面环大西洋，东起顺时针与卡爾瓦多斯省、奧恩省、马耶讷省和伊勒-维莱讷省接壤。
与莱洛日叙布雷塞接壤的市镇（或旧市镇、城区）包括：圣马丹勒布扬、布雷塞、利瓦圣母村、圣洛朗德屈沃、圣尼古拉德布瓦。
莱洛日叙布雷塞的时区为UTC+01:00、UTC+02:00（夏令时）。

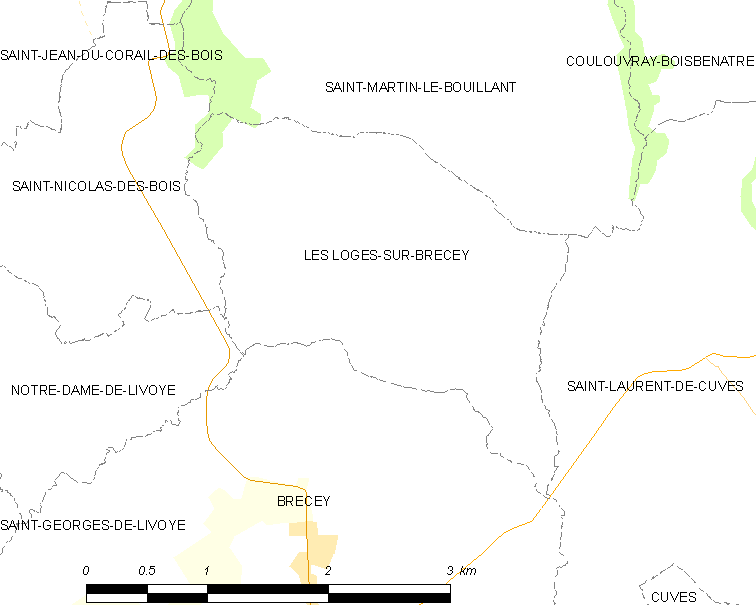
莱洛日叙布雷塞的OSM定位图

## 行政
莱洛日叙布雷塞的邮政编码为50370，INSEE市镇编码为50275。

## 政治
莱洛日叙布雷塞所属的省级选区为伊西尼-勒比阿县。

## 人口

1962-2008年间莱洛日叙布雷塞人口变化图示

莱洛日叙布雷塞于2022年1月1日时的人口数量为117人。